# Harold Tower
Harold William Tower, född 17 juli 1911 i Lodi, död 12 augusti 1994 i San Diego, var en amerikansk roddare.
Tower blev olympisk guldmedaljör i åtta med styrman vid sommarspelen 1932 i Los Angeles.